# Ugolino Vivaldi (destroyer)
Pour les articles homonymes, voir Ugolino Vivaldi.
Le Ugolino Vivaldi (fanion « VI ») était un destroyer italien de la classe Navigatori lancé en 1929 pour la Marine royale italienne (en italien : Regia Marina).

## Conception et description
Commandés en 1926, ces navires ont été construits pour la Regia Marina en réponse aux grands contre-torpilleurs des classes Jaguar et Guépard construits pour la Marine française. Ces navires étaient nettement plus grands que les autres destroyers italiens contemporains et étaient initialement classés comme croiseur éclaireur, la reconnaissance aérienne prenant alors de l'ampleur. Ils ont été reclassés dans la catégorie des destroyers en 1938.
Les navires de la classe Navigatori avaient une longueur totale de 107,3 mètres, une largeur de 10,2 mètres et un tirant d'eau moyen de 3,5 mètres. Ils déplaçaient 1 900 tonnes à charge normale et 2 580 tonnes à charge profonde. Leur effectif en temps de guerre était de 222-225 officiers et hommes de troupe.
Les Navigatori étaient propulsés par deux turbines à vapeur Belluzzo, chacune entraînant un arbre d'hélice et utilisant la vapeur fournie par quatre chaudières Yarrow. Les turbines étaient conçues pour produire 55 000 chevaux-vapeur (41 000 kW) et une vitesse de 32 nœuds (59 km/h) en service, bien que les navires aient atteint des vitesses de 38-41 nœuds (70-76 km/h) pendant leurs essais en mer alors qu'ils étaient légèrement chargés.Ils transportaient suffisamment de mazout qui devait leur donner une autonomie de 3 800 milles nautiques (7 000 km) à une vitesse de 18 nœuds (33 km/h).
Leur batterie principale était composée de six canons de 120 millimètres dans trois tourelles jumelées, une à l'avant et à l'arrière de la superstructure et la troisième au milieu du navire. La défense antiaérienne (AA) des navires de la classe Navigatori était assurée par une paire de canons AA de 40 millimètres dans des supports simples situés à l'avant de la cheminée et une paire de supports jumelés pour des mitrailleuses de 13,2 millimètres. Ils étaient équipés de six tubes lance-torpilles de 533 millimètres dans deux supports triples au milieu du navire. Le Navigatori pouvait transporter de 86 à 104 mines.
Les navires étaient rapides, mais manquaient de stabilité et ont été reconstruits avec des étraves en forme de clipper, une largeur accrue et une superstructure réduite à la fin des années 1930.
Pendant la guerre, les tubes lance-torpilles ont été remplacées par des tubes triples de 533 mm et des canons anti-aériens supplémentaires ont été ajoutés.

## Construction et mise en service
Le Ugolino Vivaldi est construit par le chantier naval Cantiere navale di Sestri Ponente à Sestri Ponente en Italie, et mis sur cale le 16 mai 1927. Il est lancé le 9 janvier 1929 et est achevé et mis en service le 6 mars 1930. Il est commissionné le même jour dans la Regia Marina.

## Histoire du service

### Nom et devise
Le Vivaldi est nommé d'après le navigateur génois Ugolino Vivaldi, dont la trace a été perdue en 1291 après que lui et son frère Vadino se soient aventurés sur de fragiles galères à travers le détroit de Gibraltar, en direction du sud le long de la côte africaine.
La devise du navire, Con la prora di diritta a gloria e a morte (Avec la proue tribord à la gloire et à la mort), est tirée de La notte di Caprera (extrait de Elettra, 1903) de Gabriele D'Annunzio.

### Les années 30
Le Vivaldi est la sixième unité de la classe à entrer en service au printemps 1930 en tant que croiseur éclaireur léger, subissant immédiatement la première série de modifications importantes pour améliorer la stabilité (allègement et abaissement des superstructures), ainsi que le remplacement du gouvernail (1932) et des tubes lance-torpilles.
Affecté au Ier Groupe de la Division de croiseurs éclaireurs , il mène, dans l'entre-deux-guerres, les activités normales d'un escadron.
Entre la fin de 1930 et le début de 1931, il participe, avec des fonctions de soutien, à la croisière aérienne transatlantique Italie-Brésil d'Italo Balbo.
Il participe à des opérations de soutien naval pendant la guerre civile espagnole (1936-1938).
En 1938, il est le premier à subir les modifications d'élargissement de la coque et de reconstruction de l'étrave qui, en fait, est plus basse et moins arrondie que celle de ses navires-jumeaux (sister ships); l'armement est également augmenté.
La même année, le Vivaldi est reclassé en tant que destroyer et affecté au XIVe escadron de destroyers de la IIe escadre navale.
En 1939, il participe aux opérations de conquête de l'Albanie.

### La Seconde Guerre mondiale

#### 1940
Au moment de l'entrée de l'Italie dans la Seconde Guerre mondiale, le Vivaldi est chef d'escadron du XIVe escadron de destroyers basée à Tarente, qui forme l'escadron avec les navires-jumeaux da Noli, Pancaldo et Malocello. Le commandant de l'unité est le capitaine de vaisseau (capitano di vascello) Giovanni Galati, qui conserve le commandement du destroyer jusqu'au début de 1942. Dès le début, le Vivaldi a une carrière opérationnelle intense, riche en actions: il participe à de nombreuses missions d'escorte d'escadrons et de convois, dans lesquelles il s'est toujours distingué pour son agressivité offensive et défensive, et pour le courage démontré qui lui a valu la médaille d'argent.
Il participe à la bataille de Punta Stilo le 9 juillet 1940, faisant partie du groupe de protection et de soutien composé de la Ve division de cuirassés, de la IVe et de la VIIIe division de croiseurs avec quatre autres escadrons de destroyers. En fait, le XIVe escadron (Vivaldi, Da Noli et Pancaldo) est initialement laissé en réserve dans le port de Tarente mais, alors que l'opération en cours passe de l'escorte de convois à un affrontement avec la Mediterranean Fleet (flotte méditerranéenne britannique), trois destroyers tombent en panne et l'amiral Inigo Campioni, commandant de la flotte italienne, décide de déplacer également les Vivaldi, Da Noli et Pancaldo pour renforcer le groupe, en remplaçant les trois unités en panne. Le départ du XIVe escadron de Tarente a lieu à 6h18 le 9 juillet. La bataille du XIVe escadron (réduit aux seuls Vivaldi et Pancaldo à cause de l'échec du Da Noli) ne se termine en rien: ils sont les derniers destroyers italiens à attaquer et quand ils le font, à 16h28, le commandant de l'escadre décide de renoncer à l'attaque à la torpille parce que les unités ennemies (à ce moment-là encore à 18 000 mètres de distance) s'éloignent. Le Vivaldi subit le lancement de deux torpilles, qu'il peut éviter avec une manœuvre. Après la bataille, le Vivaldi et le Pancaldo retournent à Augusta où ils sont ravitaillés en carburant et où, dans la soirée du 10 juillet, ils sont attaqués par trois bombardiers-torpilleurs britanniques: l'une des torpilles, dirigée contre le Vivaldi, manque la cible, tandis que le Pancaldo est touché et coule.
Le 1er août, il quitte Augusta avec ses navires-jumeaux da Noli, Pessagno, Usodimare et da Recco pour une mission de chasse anti-sous-marine. Le même jour, le Vivaldi aperçoit un sous-marin naviguant à douze milles nautiques (22 km) au sud du Cap Spartivento (Calabre), à moins de 2 500 mètres, il s'agit du HMS Oswald (N58),. Le Vivaldi, après avoir endommagé le sous-marin en lançant quelques grenades sous-marines, l'éperonne et provoque, à 23h05, son naufrage,,,. Le destroyer sauve également et capture 52 des 55 membres d'équipage du Oswald,.
À la suite des dommages subis lors de l'éperonnage, le Vivaldi passe un mois dans le chantier naval pour des réparations.
Dans la nuit du 7 au 8 octobre, le Vivaldi, avec ses navires-jumeaux da Noli et Tarigo, pose un champ de mines au large du Cap Bon. Sur ces mines, coule plus tard le destroyer britannique HMS Hyperion (H97).
Vers huit heures du matin du 12 octobre, il appareilla de Messine avec les deux unités de section et les croiseurs de la IIIe division (Trento, Trieste, Bolzano) pour secourir les unités impliquées dans la bataille du cap Passero. Lorsqu'il est constaté que les navires survivants n'ont pas besoin d'être secourus, les unités quittent Messine pour rechercher les unités britanniques, les cherchant jusqu'après midi sans les trouver.
Le 7 novembre, il est envoyé avec le Da Noli et le Malocello pour attaquer des unités ennemies, mais il ne parvient pas à les trouver.

#### 1941
Dans la nuit du 7 au 8 janvier 1941, avec ses navires-jumeaux da Noli, Malocello et Tarigo et les torpilleurs Vega et Sagittario, le Vivaldi pose les champs de mines "X 2" et "X 3" (180 mines chacun) au large de Cap Bon.
Le 22 janvier, il prend en charge, avec les da Noli, Malocello et Tarigo, les destroyers Freccia et Saetta pour escorter, sur la route Naples-Trapani, les transports de troupes Marco Polo, Conte Rosso, Esperia et Victoria. Le convoi atteint Tripoli sans encombre le 24, malgré une attaque du sous-marin britannique HMS Unique (N95) contre le Esperia, qui n'a même pas été remarquée.
Du 1er au 3 mars, avec les torpilleurs Procione, Orsa et Calliope, il escorte sur la route de retour Tripoli-Naples les steamers Alicante, Arcturus, Leverkusen et Wachtfels.
Le 5 mars, il appareille de Naples en escortant, avec les destroyers Lampo, Malocello, da Noli et Folgore, les transports allemands Ankara, Reichenfels, Marburg et Kybfels. Après une escale à Palerme le 8, le lendemain le convoi continue vers la Libye.
Du 2 au 4 avril, il escorte - avec le Da Noli et le Malocello - de Tripoli à Naples, dans le voyage de retour, le transport de troupes Galilea (torpillé et sérieusement endommagé quelques jours auparavant par le sous-marin britannique HMS Upright (N89)) et les navires marchands Ankara, Reichenfels, Marburg et Kybfels.
Le 12 avril, il escorte, avec les destroyers da Noli, Dardo et Malocello (escorte ensuite renforcée par l'envoi, depuis Tripoli, des torpilleurs Circe et Montanari) un convoi composé des vapeurs Galilea, Marburg, Ankara, Reichenfels et Kybfels (de Malte ont été envoyés les destroyers britanniques HMS Jervis (F00), HMS Janus (F53), HMS Nubian (F36) et HMS Mohawk (F31) pour intercepter le convoi, mais ils n'ont pas réussi).
Toujours en avril, il participe aux opérations de sauvetage des survivants du convoi "Tarigo", détruit par une formation de destroyers britanniques le 16 avril.
Du 4 au 5 mai, il escorte de Naples à Tripoli, avec ses navires-jumeaux Da Noli et Malocello et les torpilleurs Pegaso, Orione et Cassiopea un convoi composé des transports de troupes Victoria et Calitea et des cargos Andrea Gritti, Barbarigo, Sebastiano Venier, Marco Foscarini et Ankara.
Le 26 mai, il appareille de Naples pour escorter vers Tripoli, avec le navire-jumeau Da Noli et les torpilleurs Pegaso, Orione et Cassiopea, les navires à moteur Andrea Gritti, Marco Foscarini, Sebastiano Venier, Rialto, Ankara e Barbarigo. Malgré les attaques aériennes, qui endommagent le Foscarini et le Venier, le convoi atteint sa destination le 28
Du 7 juin au 4 août, le Vivaldi reste au chantier naval de La Spezia pour d'importants travaux d'entretien.
Le 13 août, il appareille de Naples pour escorter vers Tripoli, avec les destroyers Malocello, Folgore, Strale et Fulmine et le torpilleur Orsa, un convoi composé des transports Andrea Gritti, Rialto, Vettor Pisani, Francesco Barbaro et Sebastiano Venier. Ce convoi arrive sain et sauf le 15 malgré les attaques aériennes, mais au cours d'une de ces attaques, un canon du Vivaldi explose accidentellement, obligeant le navire à se diriger vers Benghazi. Le 14 août, le convoi est attaqué par un sous-marin avec deux torpilles. Après avoir esquivé les torpilles, le Vivaldi a largué quatre grenades sous-marines et a ensuite observé des bulles d'air, des morceaux de bois et du mazout flotter à la surface, croyant ainsi avoir coulé l'unité sous-marine ennemie, cependant, il n'y a aucune confirmation de la Royal Navy concernant la perte d'un sous-marin pour cette action. Toujours au cours de cette escorte, le Vivaldi croit avoir touché quatre bombardiers-torpilleurs britanniques avec ses propres canons, mais il est à son tour mitraillé, tuant trois hommes et en blessant gravement six autres (dont au moins un mourra plus tard).
Le 19 août, il fait partie - en tant que chef d'escorte -, avec les destroyers Gioberti, Da Recco, Gioberti et le torpilleur Dezza, qui est ensuite rejoint par le Xe escadron de destroyers (Maestrale, Grecale, Libeccio, Scirocco), de l'escorte d'un convoi naviguant de Naples à Tripoli (transports de troupes Marco Polo, Esperia, Neptunia et Oceania). Le Vivaldi et le Gioberti poursuivent, sans résultat, deux sous-marins, mais le 20 août, alors que les transports prennent la route sûre vers Tripoli (échappant également à une attaque du sous-marin HMS Unbeaten (N93)), le sous-marin britannique HMS Unique (N95) torpille le Esperia, qui coule à la position géographique de 33° 03′ N, 13° 03′ E. Il est possible de sauver 1 139 hommes, tandis que les victimes sont au nombre de 31.
Dans la nuit du 12 au 13 octobre, il aurait dû effectuer la pose d'un champ de mines, avec les destroyers Malocello, Camicia Nera, Pigafetta, da Verrazzano et Aviere et les croiseurs légers Eugenio di Savoia, Montecuccoli et Duca d’Aosta, mais l'opération est annulée après le départ en mer de la Mediterranean Fleet (Flotte méditerranienne britannique).
En novembre, le Vivaldi est déployé à Tarente.
Le 21 novembre 1941, il prend la mer pour escorter vers Messine, avec le croiseur léger Garibaldi, les destroyers da Noli, Alpino, Granatiere, Fuciliere, Corazziere et Carabiniere et le torpilleur Perseo, le croiseur léger Duca degli Abruzzi, gravement endommagé par des bombardiers-torpilleurs lors d'une mission d'escorte indirecte de deux convois vers la Libye.
À trois heures de l'après-midi du 13 décembre, il appareille de Tarente avec ses navires-jumeaux Da Noli, Malocello, da Recco et Zeno et rejoint le groupe d'escorte indirecte - cuirassés Littorio et Vittorio Veneto, destroyers Granatiere, Bersagliere, Fuciliere et Alpino, torpilleurs Clio et Centauro - dans l'opération "M 41", qui est toutefois dévastée par les attaques des sous-marins, qui endommagent le Vittorio Veneto et coulent deux navires marchands, le Filzi et le Del Greco. Le Vivaldi escorte jusqu'à Tarente, avec les destroyers Da Noli, Aviere, Geniere, Carabiniere et Camicia Nera et les torpilleurs Lince et Aretusa, le cuirassé endommagé.
Du 16 au 18 décembre, dans le cadre de l'opération de trafic "M 42", il escorte de Tarente à Tripoli, avec ses navires-jumeaux Da Noli, Malocello, Da Recco, Zeno et Pessagno, le convoi "L", composé par les modernes navires à moteur Napoli, Monginevro et Vettor Pisani (au début, les navires voyagent ensemble avec un autre convoi, le " N " - navires à moteur Ankara, destroyer Saetta, torpilleur Pegaso - se séparant ensuite au large de Misurata). À 21h40 du 18 décembre, le Napoli est frappé par des bombardiers-torpilleurs au large de Tagiura, causant de sérieux dommages, mais le Da Noli le prend en remorque jusqu'à Tripoli (où il est arrivé le jour suivant).

#### 1942
A 10h15 le 3 janvier 1942, le Vivaldi appareille de Messine avec les destroyers Bersagliere, Fuciliere, Usodimare et Da Recco pour escorter vers Tripoli, dans l'opération "M 43" (trois convois vers la Libye avec 6 navires marchands, 6 destroyers et 5 torpilleurs), un convoi composé de navires à moteur modernes Nino Bixio, Lerici et Monginevro. Tous les navires marchands arrivent à destination le 5 janvier.
Le 22 janvier, il fait partie - avec les destroyers Da Noli, Camicia Nera, Malocello, Geniere et Aviere et les torpilleurs Orsa et Castore - de l'escorte directe de l'opération "T. 18" (un convoi formé par le transport de troupes Victoria - parti de Tarente - et par les cargos Ravello, Monviso, Monginevro et Vettor Pisani - partis de Messine -, avec à bord un total de 15 000 tonnes de matériel, 97 chars, 271 véhicules et 1 467 hommes). Le 23, pendant la navigation, le Victoria est immobilisé puis coulé par deux attaques de bombardiers-torpilleurs, tandis que le reste du convoi atteint sa destination,.
Le 21 février, il participe à l'opération de trafic "K 7" en escortant, avec les destroyers Strale, Zeno, Malocello et Premuda et le torpilleur Pallade, un convoi composé des transports Monginevro, Ravello et Unione sur la route de Messine (d'où le convoi est parti à 17h30 le 21) à Tripoli.
Le 13 juin à 16h30, il appareille de Cagliari (sous le commandement du capitaine de vaisseau (capitano di vascello) Ignazio Castrogiovanni avec le Zeno et le Malocello pour attaquer - avec la VIIe division de croiseurs (Montecuccoli et Eugenio di Savoia) et le Xe escadron de destroyers (Premuda, Gioberti, Ascari, Oriani) - le convoi britannique " Harpoon " dans la bataille de la mi-juin,,. Au début de la bataille, le Vivaldi et le Malocello (le Zeno était rentré à cause d'une panne de moteur, ainsi que le Gioberti) se trouvent à l'arrière de la formation et, comme le Malocello a subi une panne de moteur qui a réduit sa vitesse à 28 nœuds, à 5h38 ils reçoivent l'ordre d'attaquer les navires marchands du convoi,. À 5h54, alors qu'ils s'approchent du convoi, le Vivaldi et le Malocello sont pris pour cible par les destroyers britanniques HMS Marne (G35) et HMS Matchless (G52) à une distance de 18 000 mètres. A 5h58, les deux navires italiens ouvrent le feu sur d'autres destroyers arrivés entre-temps, pensant avoir touché l'un d'entre eux (le HMS Badsworth (L03), mais en réalité il n'a subi aucun dommage) et manquant de peu le destroyer polonais ORP Kujawiak (L72). A 5h59, pensant impossible d'approcher le convoi, bien défendu et s'éloignant, le Vivaldi lance deux torpilles à une distance de 5 800 mètres contre les marchands Troilus et Chant (mais sans pouvoir les toucher; le Malocello a également lancé une torpille, sans succès, contre le destroyer Kujawiak),. Le Vivaldi et le Malocello continuent ensuite à tirer sur les navires marchands et sur le HMS Marne, lorsqu'ils émergent des écrans de fumée posés entre-temps par les navires britanniques,. À 6h07, le Vivaldi est touché par un obus du HMS Matchless: l'impact provoque de lourds dégâts, de nombreuses victimes et un incendie furieux qui se propage bientôt dans la partie centrale du navire, obligeant à réduire beaucoup la vitesse jusqu'à ce que, à 6h22, les moteurs doivent être arrêtés,. Le Malocello fournit une assistance au Vivaldi en le défendant contre les attaques des navires britanniques (qui entre-temps ont été rejoints par d'autres destroyers), qui s'approchent jusqu'à 4 000-5 000 mètres, et en le couvrant avec des écrans de fumée (à 6h20 du matin, les deux unités restent momentanément à découvert par le brouillard artificiel, y retournant peu après). Le Vivaldi lui-même, bien qu'immobilisé et en feu, continue à tirer,. Entre 6h36 et 6h37, le croiseur HMS Cairo (D87) et les destroyers HMS Ithuriel (H05) et HMS Matchless ouvrent le feu sur les deux navires italiens: le commandant Castrogiovanni, considérant la perte du navire désormais proche, fait savoir "Je me battrai jusqu'au dernier. Vive le roi " et demande au commandant Leoni du Malocello de l'abandonner et de s'éloigner (le Malocello continue cependant à le défendre). Le Vivaldi lance ensuite deux torpilles contre le HMS Partridge (G30), un autre destroyer britannique, le forçant à battre en retraite,. Après une heure et demie de combat rapproché, les navires britanniques se replient. À 6h46, le Vivaldi peut redémarrer une chaudière grâce aux efforts du chef des ingénieurs de la marine, Silvio Dossi, et de ses hommes qui, après avoir éteint l'incendie qui a duré neuf heures, remettent en marche un générateur et la chaudière indemne. Il se dirige vers Pantelleria aidé par le Malocello (qui entre-temps a été aidé par les destroyers Oriani, Ascari et Premuda, mais trop tard pour prendre part à la bataille). Les deux unités vont côte à côte et le Vivaldi reçoit des moyens pour maîtriser les incendies, tout en transbordant sur le Malocello et sur les vedettes_torpilleurs (Motoscafo armato silurante ou MAS) MAS 557, 563 et 564 les nombreux blessés et brûlés. À 9h25, l'unité endommagée est prise en remorque par le Malocello, mais vers 9h30, les deux navires sont attaqués sans succès par 4 bombardiers-torpilleurs Fairey Albacore, puis, par erreur, par 9 bombardiers italiens Savoia-Marchetti SM.84. Le Malocello, larguant les câbles de remorquage, manœuvre pour éviter plusieurs torpilles lancées à 2 000 mètres, tandis que le Vivaldi est pris en remorque par le Premuda,. Le navire peut finalement s'amarrer, à 14h30, à Scaura (Pantelleria), où les tentatives pour dompter les flammes ont finalement réussi. Dans tout le combat, le Vivaldi avait tiré environ 300 obus de 120 mm. Parmi les membres de l'équipage de l'unité, on compte 10 morts, mais le bilan s'élève rapidement à 24 morts à la suite du décès de nombreux blessés graves.

#### 1943
Les travaux de réparation des graves dommages sont très longs, jusqu'en mai 1943. En plus des réparations, le navire reçit le remplacement du complexe de tubes lance-torpilles arrière et des mitrailleuses de 13,2 mm par 2 mitrailleuses de 37 mm et 9 mitrailleuses de 20 mm respectivement.
Le 10 juillet de la même année, le Vivaldi est attaqué par des bombardiers-torpilleurs, mais parvient à esquiver les torpilles.

L'itinéraire de la flotte italienne sous le commandement de Bergamini

Le 7 septembre, le navire arrive à La Spezia pour travailler, mais dans le cadre des événements de l'armistice du 8 septembre (Armistice de Cassibile), le Vivaldi (sous le commandement du capitaine de vaisseau Francesco Camicia) et son navire-jumeau Da Noli naviguent de La Spezia à Civitavecchia, où ils doivent embarquer le roi Vittorio Emanuele III fuyant Rome,,,. Le roi ayant décidé de se diriger vers Pescara, le Vivaldi et le Da Noli reçoivent l'ordre, le matin du 9 septembre 1943, de mettre le cap sur La Maddalena, où ils retrouvent le gros de l'escadre navale italienne partie de La Spezia,,. À 14h33 du même jour, ils reçoivent l'ordre de "sortir de l'estuaire de La Maddalena vers l'ouest, en coulant au passage tous les navires allemands qui font du trafic entre la Sardaigne et la Corse",,. Au large de Razzoli, dans les Bouches de Bonifacio, les deux navires entrent en contact, entre 16h et 17h15 le 9 septembre, avec quelques patrouilleurs et navires à moteur allemands, coulant ou endommageant certains d'entre eux et obligeant les autres à se replier; mais ils sont alors visés par les tirs des batteries côtières allemandes en Corse,,. Le Vivaldi, vers 17h00, est frappé à plusieurs reprises et gravement endommagé: à bord, un incendie se développe et les moteurs sont mis hors service. En une demi-heure, le navire est immobilisé au sud du cap Fenu,,. Le Da Noli connait un sort encore pire: légèrement endommagé par les tirs des batteries, alors qu'il manœuvre pour s'éloigner, il heurte une mine qui le fait couler rapidement,,. En raison de sa situation précaire, le Vivaldi ne peut rien faire pour sauver les survivants du Da Noli (dont seuls 39 ont finalement été sauvés),,. Vers 19h00, le Vivaldi parvient à redémarrer l'une des chaudières et, à une vitesse de 10 nœuds, tente de s'éloigner, mais il est à nouveau attaqué par des bombardiers allemands Dornier Do 217 avant 20h00. Malgré la réaction de l'artillerie anti-aérienne du navire, une bombe planante téléguidée Henschel Hs 293 frappe l'unité, causant de nouveaux dommages,,. Noyé et presque à l'arrêt à minuit, le Vivaldi poursuit sa navigation de plus en plus difficile, mais à 5h30 du matin le 10 septembre, après avoir dépassé l'Asinara, incapable de continuer, l'ordre est donné d'abandonner le navire et de saborder le navire,,. Deux membres de l'équipage, le capitaine de corvette (capitano di corvetta) Alessandro Cavriani (assistant de l'escadron) et le chef mécanicien Virginio Fasan, remontent à bord pour accélérer la fin, mais ils disparaissent tous les deux avec le naufrage du navire à une cinquantaine de milles nautiques (90 km) à l'ouest d'Asinara: leur mémoire a été récompensée par la médaille d'or de la valeur militaire,,,,.
Les survivants du Vivaldi connaissent alors un destin très troublé,. Un hydravion allemand a sauvé 23 survivants qui ont été emmenés en Corse; trois autres hydravions allemands, qui avaient accosté pour secourir les survivants, sont mitraillés, incendiés et détruits par un avion américain (certains survivants sont tués dans la mitraille, selon les sources, 2 ou 13 morts),. À 1h30 du matin le 11 septembre, un patrouilleur allemand sauve 47 autres naufragés ainsi que les équipages des avions détruits, tandis qu'un hydravion américain en récupère deux ou quatre autres,. 44 survivants du Vivaldi et (surtout) du Da Noli sont récupérés par le sous-marin britannique HMS Sportsman dans la soirée du 12, tandis que 7 autres hommes sont secourus le 16 septembre par le navire à moteur MZ 780, qui les emmène à Mahon,. 89 survivants atteignent le territoire espagnol,..
En tout, parmi l'équipage du Vivaldi, il y a 58 morts et 240 survivants,,, (d'autres sources indiquent plutôt 90 morts - 56 - et disparus - 34 - et 190 survivants).
Au cours du conflit, l'unité avait effectué 155 missions de guerre avec un total de 59 991 milles nautiques (111 103 km) parcourus et 3 691 heures de navigation.

### Commandement
Commandants
- Capitaine de vaisseau (Capitano di vascello) Giovanni Galati (28 avril 1940 - 7 janvier 1942)
- Capitaine de vaisseau (Capitano di vascello) Ignazio Castrogiovanni (8 janvier 1942 - 23 août 1942)
- Capitaine de vaisseau (Capitano di vascello) Francesco Camicia (1er mars 1943 - 10 septembre 1943)